# Stefano Pescosolido
Stefano Pescosolido (Sora, 13 giugno 1971) è un allenatore di tennis, commentatore televisivo ed ex tennista italiano.
Vanta due titoli ATP su altrettante finali disputate, entrambi conquistati su cemento outdoor ed è arrivato alla posizione n° 42 della classifica mondiale.
Ha indossato la maglia della squadra italiana di Coppa Davis disputando 10 incontri tra singolare e doppio, con un bilancio di cinque vittorie e cinque sconfitte.

## Carriera
Il 6 gennaio del 1992, nel secondo turno delle qualificazioni del torneo di Sydney, fu squalificato per aver colpito accidentalmente una spettatrice ferendola a un occhio dopo aver calciato la racchetta che aveva sbattuto a terra nel corso del terzo set. Il 24 febbraio dello stesso anno conquistò il torneo di Scottsdale sconfiggendo in finale Brad Gilbert, l'unico giocatore in grado di strappargli un set, col punteggio di 6-0, 1-6, 6-4. Nello stesso anno raggiunse gli ottavi di finale ad Amburgo grazie al prestigioso successo ottenuto nei sedicesimi su John McEnroe (7-6(4), 1-6, 6-4), nell'unica vittoria ottenuta da un tennista italiano sulla terra rossa contro il campione statunitense.
Il 17 ottobre del 1993, a Tel Aviv, si aggiudicò il secondo titolo battendo in finale Amos Mansdorf per 7-6(5), 7-5, dopo aver sconfitto in semifinale Thomas Muster, testa di serie numero 1 e nono giocatore del mondo, con il punteggio di 7-6(3), 1-6, 7-6(4).
Il 1º novembre 1993, grazie alla posizione numero 58 nel ranking ATP, diventò il nuovo numero uno italiano scavalcando Andrea Gaudenzi, primato che detenne complessivamente per 12 settimane.
Il 3 agosto 1995 giunse ai quarti di finale al torneo di Kitzbuhel arrendendosi in due set a Bernd Karbacher dopo aver battuto negli ottavi Sergi Bruguera, testa di serie numero 2 e decimo giocatore del mondo, col punteggio di 6-4, 7-5.
In doppio, conquistò l'edizione 1998 del Tashkent Open in coppia con Laurence Tieleman.
Tra le sue prestazioni con la squadra italiana di Coppa Davis, si ricorda l'incontro del marzo 1994 a Madrid contro Sergi Bruguera, n° 5 del ranking ATP. Convocato come riserva, Pescosolido si arrese soltanto al quinto set, dopo aver dominato il secondo e il terzo set per 6-0, 6-1.
Vanta inoltre successi contro Michael Chang (Montreal e Los Angeles) e Andre Agassi (Roma).
Partecipò ai Giochi olimpici di Atlanta del 1996, dove fu sconfitto al primo turno da Fernando Meligeni.
Vinse in due occasioni i Campionati assoluti, nel 1993 a Montecatini Terme, battendo in finale Paolo Canè e, nel 1997, a Milano, superando Filippo Messori con il punteggio più severo (6-0, 6-0) nella storia delle finali della manifestazione. Nel 1999, perse invece in finale contro Gianluca Pozzi.
Attualmente è responsabile del settore tennis presso lo Sporting di Basiglio. Commenta inoltre il tennis maschile su Sky Sport.

## Statistiche

### Singolare

#### Vittorie (2)
| Legenda                                                      |
| Grande Slam (0)                                              |
| ATP Tour World Championships (0)                             |
| Super 9 / Masters Series (0)                                 |
| Giochi olimpici (0)                                          |
| ATP Championships Series / ATP International Series Gold (0) |
| ATP World Series / ATP International Series (2)              |

| Numero | Data             | Torneo                          | Superficie | Avversario della finale | Risultato     |
| 1.     | 24 febbraio 1992 | Tennis Channel Open, Scottsdale | Cemento    | Brad Gilbert            | 6–0, 1–6, 6–4 |
| 2.     | 11 novembre 1993 | Tel Aviv Open, Tel Aviv         | Cemento    | Amos Mansdorf           | 7-6(5), 7-5   |

### Doppio

#### Vittorie (1)
| Legenda                                                      |
| Grande Slam (0)                                              |
| ATP Tour World Championships (0)                             |
| Super 9 / Masters Series (0)                                 |
| Giochi olimpici (0)                                          |
| ATP Championships Series / ATP International Series Gold (0) |
| ATP World Series / ATP International Series (1)              |

| Numero | Data              | Torneo                  | Superficie | Compagno          | Avversari in finale            | Punteggio     |
| 1.     | 20 settembre 1998 | Tashkent Open, Tashkent | Cemento    | Laurence Tieleman | Kenneth Carlsen Sjeng Schalken | 7-5, 4-6, 7-5 |

#### Sconfitte in finale(2)
- 1997: Shanghai (con Tomas Nydahl)
- 1998: Tokyo (con Olivier Delaître)